# Rescuporis I
Rescuporis I o Tiberi Juli Rescuporis I (grec antic: Τιβέριος Ἰούλιος Ῥησκούπορις, llatí: Tiberius Iulius Rhescuporis) va ser rei del Bòsfor de l'any 68 al 93. Era fill de Cotis I i de la seva esposa Eunice. El seu oncle patern era Mitridates II, que també havia estat rei del Bòsfor.
La seva àvia paterna era la princesa odrísia Gepepiris, i a través d'ella, descendent de Marc Antoni. Rescuporis, per aquests ascendents, estava relacionat amb la família Júlia-Clàudia.
Es coneix molt poc de la vida de Rescuporis I. L'any 63, per raons desconegudes, l'emperador Neró va deposar el seu pare Cotis I, i el Regne del Bòsfor es va incorporar a la província romana de Mèsia Inferior de l'any 63 al 68.
A la mort de Neró el juny del 68, Galba el va succeir com a emperador romà. Amb l'ajuda de la seva mare, Rescuporis I va aconseguir que el Regne del Bòsfor fos reconegut, i va passar a ser un regne client de Roma. El territori es va mantenir semi-independent i estable una vegada més. Potser durant el primer any del seu regnat, la seva mare va actuar com a regent. El Regne del Bòsfor seguia comerciant amb Anatòlia i els regnes veïns.
El títol reial de Rescuporis a les monedes diu en grec: ΒΑΣΙΛΕΩΣ ΡΗΣΚΟΥΠΟΡΙΔΟΣ ('del rei Rescuporis'). Va regnar durant l'any dels quatre emperadors el període de la dinastia Flàvia, fins al regnat de l'emperador Domicià.
Rescuporis I va ser al tron fins a l'any 93. No se sap el nom de la seva dona, però aquest matrimoni va tenir un fill, Sauromates I o Tiberi Juli Sauromates, que el va succeir.